# Johann Veldener

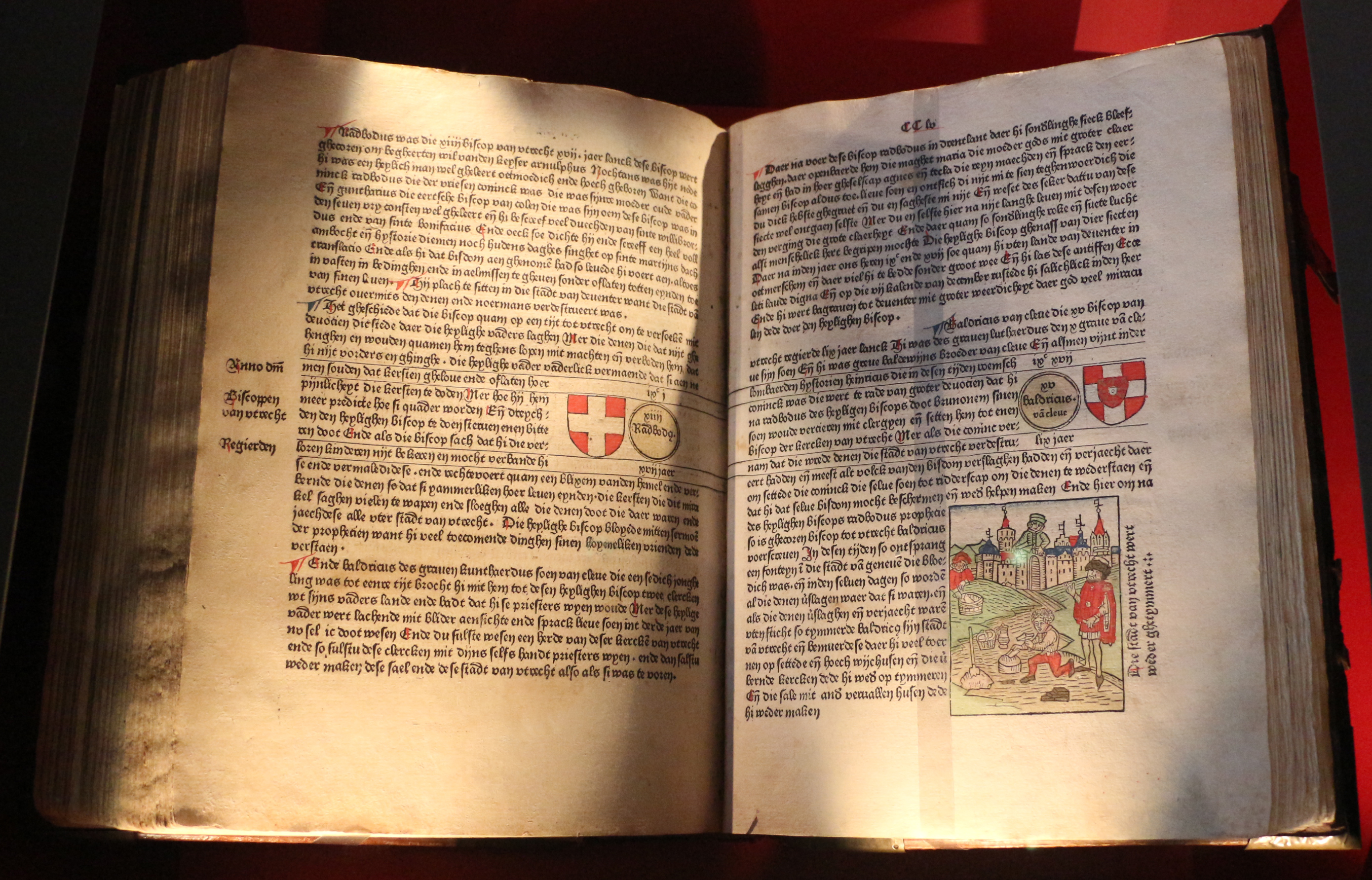
Werner Relovink, Fasciculus temporum, par Johann Veldener, Utrecht, 1480.

Johann Veldener, né à Wurtzbourg et mort à Louvain entre 1486 et 1496, également connu sous les noms de Jan Veldener et Johan Veldenaer, est un imprimeur ayant travaillé en Allemagne et en Flandre (Pays-Bas bourguignons) dans les premiers temps de l'imprimerie.

## Travaux

### ÀCologne(1471-1472)
- Walter Burley, De vita philosophorum
- Pie II (pape), De duobus amantibus
- Gesta Romanorum
- Flores Sancti Augustini
- Bartholomeus Anglicus, De proprietatibus rerum

### ÀLouvain(1473-1477)
1473
- Giovanni Boccaccio, Genealogia deorum

1474
- Jacobus de Teramo, Consolatio peccatorum
- Pietro de' Crescenzi, Liber ruralium commodorum

1475
- Angelus de Gambiglionibus de Aretio (aussi Angeli Aretini ou Angelo Gambiglioni), Lectura super institutionibus
- Werner Rolevinck, Fasciculus temporum (le deuxième livre illustré imprimé aux Pays-Bas bourguignons)
- Lucan, Pharsalia
- Laurentius Valla, Elegantiae linguae latinae

1476
- Un almanach, considéré comme l'almanach imprimé le plus ancien des Pays-Bas.
- Carolus Maneken, Formulae epistolarum (première impression de ce livre)
- Pie II (pape), Epistolae familiares et in cardinalatu editae et Legatio Friderici III ad summum Pontificem super declaratione concordiae

1477 :
- Ciceron, Epistulae ad familiares
- Raimundus Peraudi, Avisamenta confessorum
- Thomas Aquinas, De beatitudine aeternitatis

### ÀUtrecht(1478-1481)
1478
- Epistolae et Evangelia ou Alle die Epistolen en Ewangelien, metten Sermoenen van den gheheelen jare (réimpression en 1479 et en 1481)

1479
- Grégoire Ier (pape), Homiliae super Evangeliis / Omelie in duutschen

1480
- Werner Rolevinck, Boeck datmen hiet Fasciculus temporum (réédité avec des chroniques supplémentaires (attribuées parfois à Veldener) ; c'est la première traduction de ce livre (publié pour la première fois en latin en 1474, version latine imprimée par Veldener en 1475)
- Jacobus de Voragine (Jacques de Voragine), Dat passionael ofte gulden legende mit das martirologium
- Lucas de Tollentis, Litterae indulgentiarum anni jubilaei causa 1480

### ÀCulemborg(1483-1484)
1483
- Spieghel der menschlicker behoudenisse (paper de l'Humaine Salvation )
- Boec van den Houte
- Spinroc

1484
- Kruidboeck in Dietsche (possibilité d'avoir été imprimé à Louvain)

### ÀLouvain, de nouveau (1484-1487?)
- Alphabetum divini amoris (deux éditions)
- Vocabularius (en français, néerlandais et latin)

1484
- Innocent VIII (pape), Regulae cancellariae apostolicae, Lectae 23 Sept. 1484
- Michael Scotus, Liber physiognomiae
- Franciscus de Zabarellis, Repetitio super capitulo Perpendimus de sententia excommunicationis

1485
- Herbarius in Latino (réimpression avec illustrations en 1486)

1486
- Matheolus Perusinus, De memoria augenda
- Paulus de Middelburgo, Prognosticon (en néerlandai)
- Cornelius Roelans de Mechlinia, Opusculum aegritudinum puerorum

1487
- Valuacie van den gelde